# Fala Chen
Fala Chen, född 24 februari 1982 i Chengdu, Sichuan, är en amerikansk-kinesisk skådespelare.
Chen har bland annat medverkat i TV-serien Will Power. Hon har också medverkat i filmerna Shang-Chi and the Legend of the Ten Rings och Godzilla x Kong: The New Empire.

## Filmografi (i urval)
- 2012 – Will Power (TV-serie)
- 2021 – Shang-Chi and the Legend of the Ten Rings
- 2024 – Godzilla x Kong: The New Empire
- 2025 – The Ballad of a Small Player